# Marie Jean-Baptiste Urbain Devaux
Marie Jean Baptiste Urbain Devaux, né le 25 mai 1767 à Orgelet (Jura) et mort le 23 juillet 1836 à Paris, est un général français de la Révolution et de l’Empire.

## États de service
Il entre en service en 1787 au régiment du Roi-Dragons, il est nommé sous-lieutenant au 14e régiment de cavalerie le 15 septembre 1791. Il passe lieutenant le 1er octobre 1791, et il est nommé aide de camp du général de Barral le 10 janvier 1793.
Il est nommé chef du 2e bataillon des côtes maritimes le 7 prairial an II (26 mai 1793), il est fait adjudant-général chef de brigade le 5 nivôse an II (24 décembre 1793), et le 16 nivôse an II (16 janvier 1794) il passe à l’armée des Pyrénées-Orientales sous Dugommier. Il est non compris dans l’organisation des états-majors de l’armée en date du 25 prairial an III (13 juin 1795). Le 14 germinal an IV (3 avril 1796), il est fait chef d’escadron à la suite au 3e régiment de dragons, et il est maintenu en activité comme adjudant-général le 11 fructidor an IV (28 août 1796).
En l’an VII (1798), il passe avec le général Hédouville à Saint-Domingue.
De retour en France, il est affecté le 13 avril 1800 à l’armée d’Italie, et le 13 juin suivant, il devient chef d’état-major de la 6e division, puis le 30 août, il est sous-chef d’état-major à l’aile gauche de l’armée. Il participe à l’expédition de Saint-Domingue de 1801 et 1803. 
Le 20 septembre 1805, il devient chef d’état-major à la 3e division de dragons. Il est fait chevalier de la Légion d’honneur le 14 mars 1806. Il est à la Grande Armée en Autriche, en Prusse, en Pologne et le 19 mars 1808 il est chef d’état-major de la 1re division d’infanterie du corps d’observation des Pyrénées-Orientales. 
Il est promu général de brigade le 6 août 1811, et commandant de la garnison de Barcelone. Il est créé chevalier de l’Empire le 23 janvier 1812, et élevé au grade d’officier de la Légion d’honneur le 25 novembre 1813.
Ayant perdu la vue en Espagne, il est admis à la retraite en 1815.

## Sources
- (en) « Generals Who Served in the French Army during the Period 1789 - 1814: Eberle to Exelmans »
- Thierry Pouliquen, « Les généraux français et étrangers ayant servis [sic] dans la Grande Armée » (consulté le 31 août 2013)